# Глобус (журнал)
Глобус — украинский советский двухнедельный иллюстрированный универсальный журнал. Издавался в Киеве как приложение к газете «Пролетарская правда» .
Выходил с ноября 1923 года по декабрь 1935 года.
Публиковал стихи и рассказы, рецензии, очерки, статьи о социалистическом строительстве, международных событиях, документы по истории революционного движения, освещал вопросы науки, искусства, литературы, спорта и прочее. В «Глобусе» помещались переводы произведений зарубежных писателей.
На его страницах были опубликованы стихи М. Рыльского, В. Сосюры, Н. Бажана, А. Малышко, В. Полищука, Н. Терещенко, Н. Ушакова, главы романа «Чад» Я. Качура, рассказ «В ночь» А. Копыленко, «Сарти» Ивана Ле, «Юрий», «Язык» и «Кочегар» С. Скляренко, «Целина» Я. Галана, «Дебют» А. Кундзича, лирическая комедия «Пойдёшь—не вернёшься» И. Кочерги, произведения П. Козланюка, Ю. Яновского, статьи Н. Зерова и др.